# Billy Jayne
 (janvier 2022).
Si vous disposez d'ouvrages ou d'articles de référence ou si vous connaissez des sites web de qualité traitant du thème abordé ici, merci de compléter l'article en donnant les références utiles à sa vérifiabilité et en les liant à la section « Notes et références ».
Billy Jayne (de son vrai nom William Jacoby ) est un acteur américain, né le 10 avril 1969 à Flushing (État de New York).
Il a commencé sa carrière en jouant dans le téléfilm The horrible Honchos, à l'âge de huit ans. Il a ensuite tenu plusieurs rôles d'enfants et adolescents jusqu'à ce qu'il décroche l'interprétation du personnage de Mikey Randall dans la série télévisée Parker Lewis ne perd jamais.

## Carrière
En plus d'être acteur, Billy est également imitateur. C'est en effet lui qui faisait la plupart des cris de vampires dans la célèbre série des années 1990 Buffy contre les vampires. À douze ans, il a tenu le rôle d'un sombre petit garçon dans le film d'horreur Bloody Birthday. Parmi les rôles pour lesquels il est le plus connu figurent les films Dar l'Invincible (1982) et Cujo. Dans la comédie sortie en 1985 Just One of the Guys (en), il a tenu le rôle de Buddy Griffith, le petit frère pervers du personnage principal, interprété par Joyce Hyser.
Il a pris part à quelques séries télévisées dont notamment Parker Lewis ne perd jamais, où il tenait l'un des rôles principaux, celui de Mickey Randall, le meilleur ami du personnage principal Parker Lewis (Corin Nemec). En 2000, Jayne a réalisé une réclame à gros budget pour Snickers - entre autres. Il est apparu en tant qu'invité star dans de très célèbres séries telles que Les Routes du paradis, 21 Jump Street, Walker, Texas Ranger ou encore Charmed.

## Filmographie

### Cinéma
- 1981 : Bloody Birthday
- 1981 : Back Roads de Martin Ritt
- 1982 : Dar l'Invincible : Jeune Dar
- 1983 : Cujo : Brett Camber
- 1983 : En plein cauchemar : Zock Maxwell
- 1984 : Reckless : David Prescott
- 1985 : Just One of the Guys : Buddy Griffith
- 1987 : Party Camp (en) : D.A.
- 1988 : Transmutation : Tom Phillips
- 1989 : Dr. Alien : Wesley Littlejohn
- 1999 : Frontline
- 1999 : Road Kill (en)
- 2000 : The Crew : Tony 'Mouth' Donato jeune

### Télévision
- 1979-1980 : The Bad News Bears (en) (série télévisée)
- 1981 : Pour l'amour du risque (série télévisée, saison 10 , épisode 2, Hart-Shaped Murder)
- 1981 : How to Eat Like a Child (en) (Special)
- 1985 : Les Craquantes : David (série télévisée, saison 1, épisode 6, On Golden Girls)
- 1985-1986 : Ricky ou la Belle Vie : Brad (série télévisée)
- 1986 : The B.R.A.T. Patrol (saison 31, épisode 4, de la série Disney Parade) : Whittle
- 1986 : L' agence tous risques (saison 4, épisode 21) : Jeffrey
- 1990-1993 : Parker Lewis ne perd jamais : Mickey Randall
- 1995 : Spring Fling!
- 1999 : Charmed (série télévisée, saison 1, épisode 12, The Wendigo) : Billy Waters

## Musique
Jayne est guitariste et auteur-compositeur-producteur. Il a déjà joué sur scène avec Macy Gray.